# Berufsrettung Wien

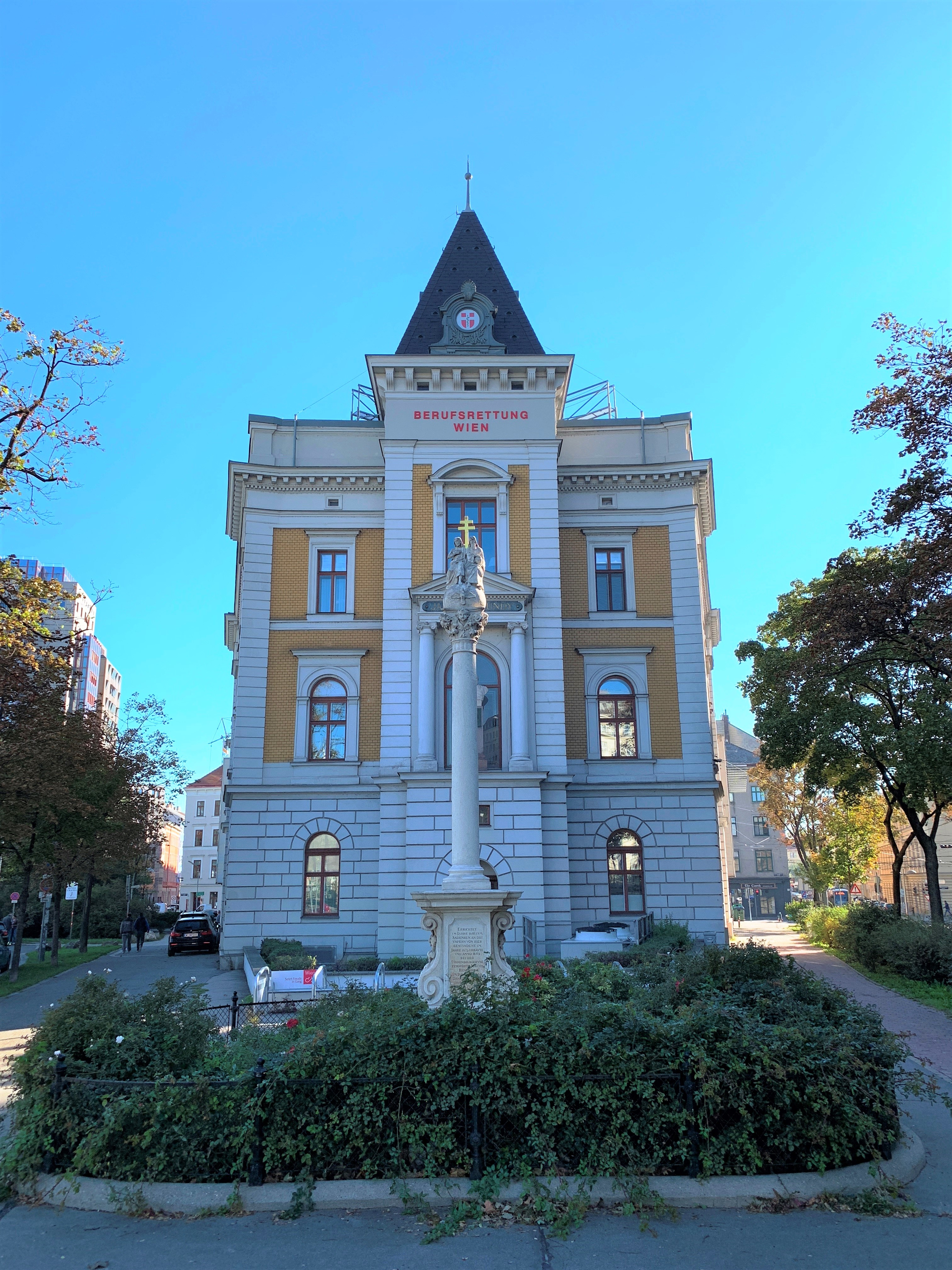
Zentrale der Berufsrettung Wien, seit 1897: 3., Radetzkystraße 1

Die Berufsrettung Wien (Magistratsabteilung 70), umgangssprachlich in Wien einfach als Rettung bezeichnet, erfüllt als Notfallorganisation den landesgesetzlichen Auftrag des öffentlichen Rettungsdienstes der Stadt Wien. Sie stellt den Großteil aller in Wien eingesetzten Rettungswagen und betreibt die Leitstelle sowie die Disposition. Sie arbeitet mit den privaten Organisationen Arbeiter-Samariter-Bund, Grünes Kreuz, Johanniter-Unfall-Hilfe, Österreichisches Rotes Kreuz, Malteser Hospitaldienst Austria und SMD Sozial Medizinischer Dienst im Wiener Rettungsverbund zusammen. Die Berufsrettung hat 12 eigene Stationen verteilt über ganz Wien und betreibt zusätzlich in Zusammenarbeit mit dem Wiener Gesundheitsverbund an ausgewählten Klinikstandorten Notarzteinsatzfahrzeug-Stützpunkte. Alle Stationen sind rund um die Uhr besetzt. Die Berufsrettung Wien ist Teil der Geschäftsgruppe Soziales, Gesundheit und Sport des Magistrats der Stadt Wien.

## Geschichte
Am 8. Dezember 1881 forderte der Brand des Wiener Ringtheaters 386 Menschenleben. Tags darauf gründeten Jaromir Freiherr von Mundy, Johann Nepomuk Graf Wilczek und Eduard Graf Lamezan-Salins die Wiener Freiwillige Rettungsgesellschaft, die aus Spenden finanziert wurde. 1883 wurde am Fleischmarkt die erste Rettungsstation und 1885 eine weitere in der Bösendorferstraße im 1. Wiener Gemeindebezirk eröffnet. 1889 folgte die Eröffnung der Rettungszentrale am Stubenring 1 (dem späteren Bauplatz des k.u.k. Kriegsministeriums), acht Jahre später übersiedelte man an den heutigen Standort im 3. Bezirk, Radetzkystraße 1, ebenfalls in unmittelbarer Nähe zum Stadtzentrum.
1905 wurde das erste Rettungsautomobil in den Dienst der Wiener Freiwilligen Rettungsgesellschaft gestellt. 1938 übernahm die Stadt Wien in der NS-Ära die Freiwillige Rettungsgesellschaft und gliederte sie mit der „Städtischen Sanität“ an die städtische Feuerwehr an. 1940 wurde die eigene Dienststelle Rettungs- und Krankenbeförderungsdienst gegründet. Im Zweiten Weltkrieg (1939–1945) wurden bei der Schlacht um Wien fast alle Fahrzeuge zerstört und die Außenstationen der Berufsrettung Wien schwer beschädigt.
In den 1950er Jahren wurden Blaulicht, Folgetonhorn und Funksprechgeräte eingeführt. 1977 wurde der „Wiener Rettungsverbund“ gegründet. Seither wickeln die Berufsrettung Wien und die privaten Wiener Rettungsorganisationen die Rettungseinsätze koordiniert bzw. gemeinsam ab. Alle Notrufe langen bei der Leitstelle der Berufsrettung Wien ein. Diese disponiert auch die Rettungseinsätze der privaten Organisationen. Die Krankentransporte werden großteils von den Organisationen selbst disponiert und durchgeführt. Die Krankentransporte der Malteser werden von der Leitstelle der Johanniter disponiert.
1987 übernahm die Berufsrettung die so genannte Bettenzentrale, die bis dahin von der Polizei geleitet wurde. Die Bettenzentrale hatte die Aufgabe den Rettungsdiensten aus Wien und Umgebung freie Spitalsbetten zu nennen, den Fahrzeugen zuzuteilen und die verfügbaren Bettenressourcen der Wiener Krankenhäuser zu koordinieren. Ihre Aufgabe ist, den Rettungsdiensten sofort freie Spitalsbetten in Wien zu nennen, in die Notfälle aufgenommen werden können. Außerdem wurde ein mehrstufiges Notfallsystem eingeführt: Bei Einsatzaufträgen der Notrufzentrale wurde nun zwischen Notarztwagen (den klassischen Rettungswagen mit Arzt, Sanitäter und medizinischen Geräten), Rettungswagen (mit medizinischen Geräten zur Versorgung der Patienten während der Fahrt) und Krankentransportwagen unterschieden. 1991 kam der erste Rettungshubschrauber in Wien zum Einsatz.
1999 war Baubeginn für die neue Rettungszentrale (Anbau). Anlässlich des 120-jährigen Jubiläums der Berufsrettung Wien 2001 wurde die neue Rettungszentrale in der Radetzkystraße und die Rettungsleitstelle 144 eröffnet. 2001 erfolgte die Umstellung vom städtischen Rettungshubschrauber „Martin 3“ auf „Christophorus 9“ des ÖAMTC, der in ganz Österreich zahlreiche Notarzthubschrauber betreibt.

## Personal
Die Berufsrettung Wien beschäftigt mehr als 900 Mitarbeiter (Stand: Jänner 2021). Davon sind mehr als 820 Kräfte im Einsatzdienst und rund 85 Personen in den Bereichen Verwaltung, Technik und Werkstätte beschäftigt. Zusätzlich steht ein Pool von mehr als 120 Notärzten aus den Kliniken des Wiener Gesundheitsverbundes und des Allgemeinen Krankenhauses der Stadt Wien bereit.
Die operativen Einsatzkräfte haben die Ausbildungsstufen Rettungssanitäter und Notfallsanitäter aller Notfallkompetenzen (NKA, NKV und NKI). Bei der Berufsrettung werden mehrmals jährlich auch Zivildienstleistende aufgenommen, die eine ihrer Tätigkeit entsprechende Ausbildung absolvieren. In der Regel ist das die Ausbildung zum Rettungssanitäter.
Seit Oktober 2016 werden alle Rettungsstationen der Berufsrettung Wien im 12,5 Stunden Wechseldienst geführt. Damit wurde das bisherige System der 24-Stunden-Dienste durch ein familienfreundlicheres Modell ersetzt.
In den anderen Organisationen des Wiener Rettungsverbundes stehen zusätzlich eine große Anzahl an Sanitätern (freiwillig und hauptberuflich) für Rettungs- und Krankentransporte zur Verfügung, welche im Großschadens- oder Katastrophenfall eingesetzt werden können.

## Fuhrpark

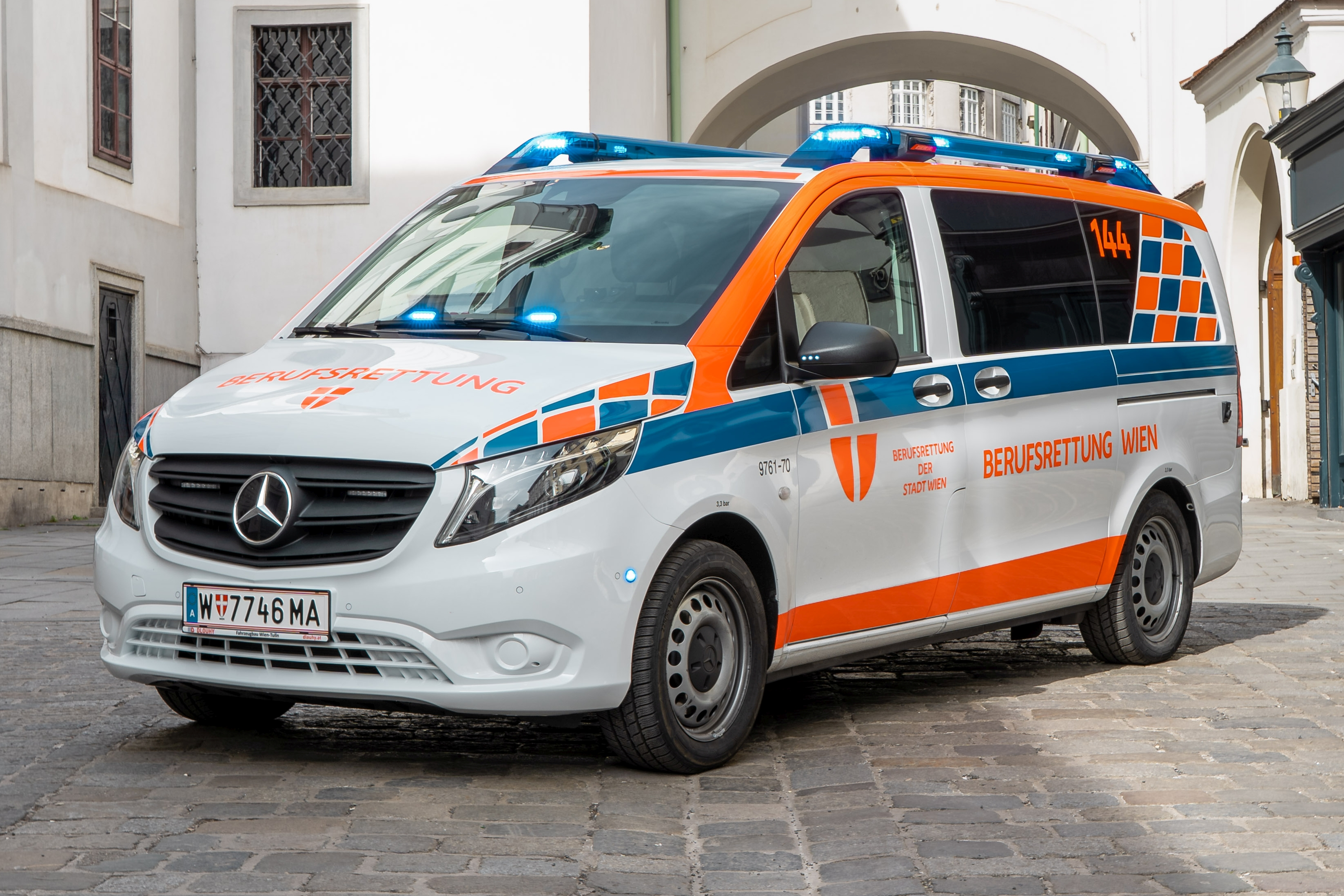
Notarzteinsatzfahrzeug (NEF) der aktuellen Generation

Insgesamt verfügt die Berufsrettung Wien über rund 100 Einsatzmittel für verschiedenste Einsatzzwecke. Der aus acht Fahrzeugen und Anhängern bestehende Katastrophenzug wurde zwischen 2006 und 2009 komplett modernisiert. Im Jahr 2021 wurden die Erfahrungen mit Großschadensereignissen in ein neues Organisationskonzept gegossen. Dabei wurde der Katastrophenzug in „Sonder-Einsatz-Gruppe“ (SEG) umbenannt. Dies ging auch mit einer Neuausstattung des Fuhrparks einher.
Weiters wird der gemeinsam von der Berufsrettung Wien und dem ÖAMTC betriebene Wiener Rettungshubschrauber Christophorus 9 mit Flugsanitätern der Berufsrettung und Notärzten des Wiener Gesundheitsverbundes und der Berufsrettung besetzt.
Bei den Einsatzfahrzeugen handelt es sich um
- Rettungstransportwagen (RTW) Type: VW Crafter, seit 2020 Mercedes-Benz Sprinter
- Notarzteinsatzfahrzeuge (NEF) Type: VW Caddy, Mercedes-Benz eVito
- Akutintensivtransportwagen (AIT) Type: Mercedes-Benz Sprinter
- Bettenintensivtransporter (BIT) Type: DAF XD

- Sonder-Einsatz-Gruppe[10] für größere Einsätze, bestehend aus:
  - SEG-1 – Einsatzleiter (EL Rettung) Type: VW T6, seit 2020 Škoda Kodiaq
  - SEG-2/3 – Hauptinspektionsoffizier (HIO) Type: VW Caddy, VW ID.Buzz
  - SEG-10 – Einsatzleitwagen Type: Mercedes-Benz Sprinter (geländegängig)
  - SEG-11 – Rüstlastkraftwagen Marke: MAN mit SEG-14 Versorgungs-/Küchenanhänger (ehem. K4)
  - SEG-21 & SEG-22 – kleiner Niederflurbus (neueres Modell[11]) für bis zu 15 sitzende oder 3 liegende Patientinnen. Type: Mercedes-Benz Atego (Ausbau Firma K-Bus)
  - MLS-Wien – Mobile Leitstelle (MLS) Marke: Mercedes-Benz
  - STEG-01 – Fahrzeug der Seiltechnik-Einsatzgruppe (STEG) Type: Mercedes-Benz Sprinter (geländegängig)
  - SEG-EVAK – Fahrzeug zur Betreuung unverletzter Menschen bei größeren Schadenslagen; Type: Mercedes-Benz (Citaro)
- Fieldsupervisor-Fahrzeuge (FISU) Type: Škoda Kodiaq, Mercedes-Benz Vito
- Oberärzte (OÄ) Type: Mercedes-Benz Vito

Die anderen im Wiener Rettungsverbund vertretenen privaten Rettungsorganisationen setzen außerdem mehr als 200 weitere Einsatzfahrzeuge ein.

## Rettungsstationen
Die Berufsrettung Wien verfügt über zwölf Rettungsstationen. Weiters stehen 17 weitere Stationen des Roten Kreuzes, des Arbeiter-Samariter-Bundes, der Johanniter-Unfall-Hilfe, des Malteser Hospitaldienstes, des Grünen Kreuzes und des Sozial Medizinischen Dienstes innerhalb Wiens zur Verfügung. Die Stationen sind so über das Stadtgebiet verteilt, dass die Einsatzfahrzeuge den Einsatzort in der Regel innerhalb von acht bis zwölf Minuten nach der Alarmierung erreichen.
Folgende Stationen werden von der Berufsrettung Wien betrieben:
- Rettungszentrale, 3. Bezirk, Radetzkystraße 1 (siehe oben)
- Rettungsstation Arsenal (3. Bezirk)
- Rettungsstation Mariahilf (6. Bezirk)
- Rettungsstation Favoriten (10. Bezirk)
- Rettungsstation Simmering (11. Bezirk)
- Rettungsstation Penzing (14. Bezirk)
- Rettungsstation Hernals (17. Bezirk)
- Rettungsstation Brigittenau (20. Bezirk)
- Rettungsstation Floridsdorf (21. Bezirk)
- Rettungsstation Leopoldau (21. Bezirk)
- Rettungsstation Aspern (22. Bezirk)
- Rettungsstation Liesing (23. Bezirk)

Von den privaten Wiener Rettungsorganisationen werden folgende Stationen betrieben:
- Rettungsstation des Wiener Roten Kreuzes, Landstraße (3. Bezirk, Zentrale)
- Rettungsstation des Wiener Roten Kreuzes, Penzing (14. Bezirk)
- Rettungsstation des Wiener Roten Kreuzes, „Van Swieten“ (10. Bezirk)
- Rettungsstation des Wiener Roten Kreuzes, „Bertha von Suttner“ (2. Bezirk)
- Rettungsstation des Wiener Roten Kreuzes, „Nord“ (21. Bezirk)
- Rettungsstation des ASBÖ Landesverbandes Wien, Petritschgasse/Zentrale (21. Bezirk)
- Rettungsstation des ASBÖ Landesverbandes Wien, Hollergasse (15. Bezirk)
- Rettungsstation des ASBÖ Landesverbandes Wien, Stadlau (22. Bezirk)
- Rettungsstation des ASBÖ Landesverbandes Wien, Döbling (19. Bezirk)
- Rettungsstation des ASBÖ Landesverbandes Wien, Hietzing (13. Bezirk)
- Rettungsstation des ASBÖ Floridsdorf-Donaustadt (22. Bezirk plus Außenstelle Brigittenau, 20. Bezirk)
- Rettungsstation der Johanniter-Unfall-Hilfe in Österreich (18. Bezirk)
- Rettungsstation der Johanniter-Unfall-Hilfe in Österreich (21. Bezirk, Zentrale)
- Rettungsstation des Malteser Hospitaldienstes Austria (1. Bezirk)
- Rettungsstation des Grünen Kreuzes (23. Bezirk)
- Rettungsstation des Sozial Medizinischen Dienstes Österreich (23. Bezirk)

## Leitstelle
Die Berufsrettung Wien betreibt die Rettungsleitstelle, welche für Notrufe im Wiener Stadtgebiet zuständig ist. So werden alle Anrufer, die innerhalb Wiens den Rettungsnotruf 144 wählen, zur Leitstelle der Berufsrettung geleitet und können dort einen Notfall melden.
Die Rettungsleitstelle dient als Drehscheibe zwischen Anrufer, Patienten, Krankenhäusern sowie anderen Einsatzorganisationen. Die Mitarbeiter führen Funksprüche und Telefonate durch, disponieren Einsätze, behalten im Großschadensfall den Gesamtüberblick, avisieren Spitalsbetten, unterstützen bei Anfragen aus anderen Bundesländern, alarmieren First Responder und sind für die Einsatzbereitschaft aller IT-Geräte verantwortlich. 2019 wurde die Rettungsleitstelle erweitert, modernisiert und personell aufgestockt, es wurden mehr Arbeitsplätze für die Annahme von Notrufgesprächen geschaffen. In der Wiener Rettungsleitstelle gehen täglich mehr als 1.000 Notrufe ein, insgesamt wurden 2019 mehr als eine Million Telefonate und Funksprüche geführt.
Jeder Anrufer muss dem Disponenten standardisierte Fragen (nach dem Advanced Medical Priority Dispatch System) beantworten, mit Hilfe derer der Disponent einen Eindruck vom Notfall (Art und Dringlichkeit) bekommt. Anhand der Antworten wird ein Einsatzcode vom System generiert und entsprechend der Ausrückeordnung alarmiert ein weiterer Disponent die geeigneten Rettungsmittel. Außerdem werden im Zuge des Notrufgesprächs lebensrettende Erste Hilfe-Maßnahmen (z. B. Anleitung zur Herz-Lungen-Wiederbelebung) an den Anrufer weitergegeben.
Wichtige Fragen, die dem Anrufer beim Notruf gestellt werden:
- Wo genau ist der Notfallort?
- Wie lautet Ihre Rückrufnummer?
- Sagen Sie mir genau, was passiert ist!
- Wie alt ist der Patient?
- Ist er wach (bei Bewusstsein)?
- Atmet er?

Die Berufsrettung Wien setzt gemeinsam mit dem Verein Puls und dem Verein Lebensretter eine Ersthelfer-App ein, über die sie mit Smartphone-Ortungsdiensten zusätzlich zum Rettungseinsatz auch weitere, als Lebensretter registrierte Personen kontaktiert, wenn ein Atem-Kreislaufstillstand passiert. Registrieren können sich dort beispielsweise Medizinstudenten der Medizinischen Universität Wien.

## Rettungsakademie
Um die Mitarbeiter immer auf dem aktuellen Stand der Wissenschaft zu halten, verfügt die Berufsrettung Wien über eine eigene Rettungsakademie. Sie dient sowohl der Fort- und Weiterbildung als auch der Ausbildung der Mitarbeiter. Zudem finden regelmäßig wissenschaftliche Vorträge statt, die auch für externe Personen (z. B. Studenten, Mitarbeiter anderer Rettungsorganisationen) zugänglich sind. Auch Forschung ist ein Thema, welches in der Rettungsakademie einen hohen Stellenwert hat. So gibt es etwas diverse Forschungskooperationen mit dem AKH Wien.